# Schienenverkehr in Kap Verde
Schienenverkehr auf Kap Verde bestand nur zwischen 1830 und den 1950er Jahren, unter Portugiesischer Kolonialverwaltung. Es fand ausschließlich Güterverkehr statt, Personenverkehr wurde auf Kap Verde nie betrieben.

## Insel Sal

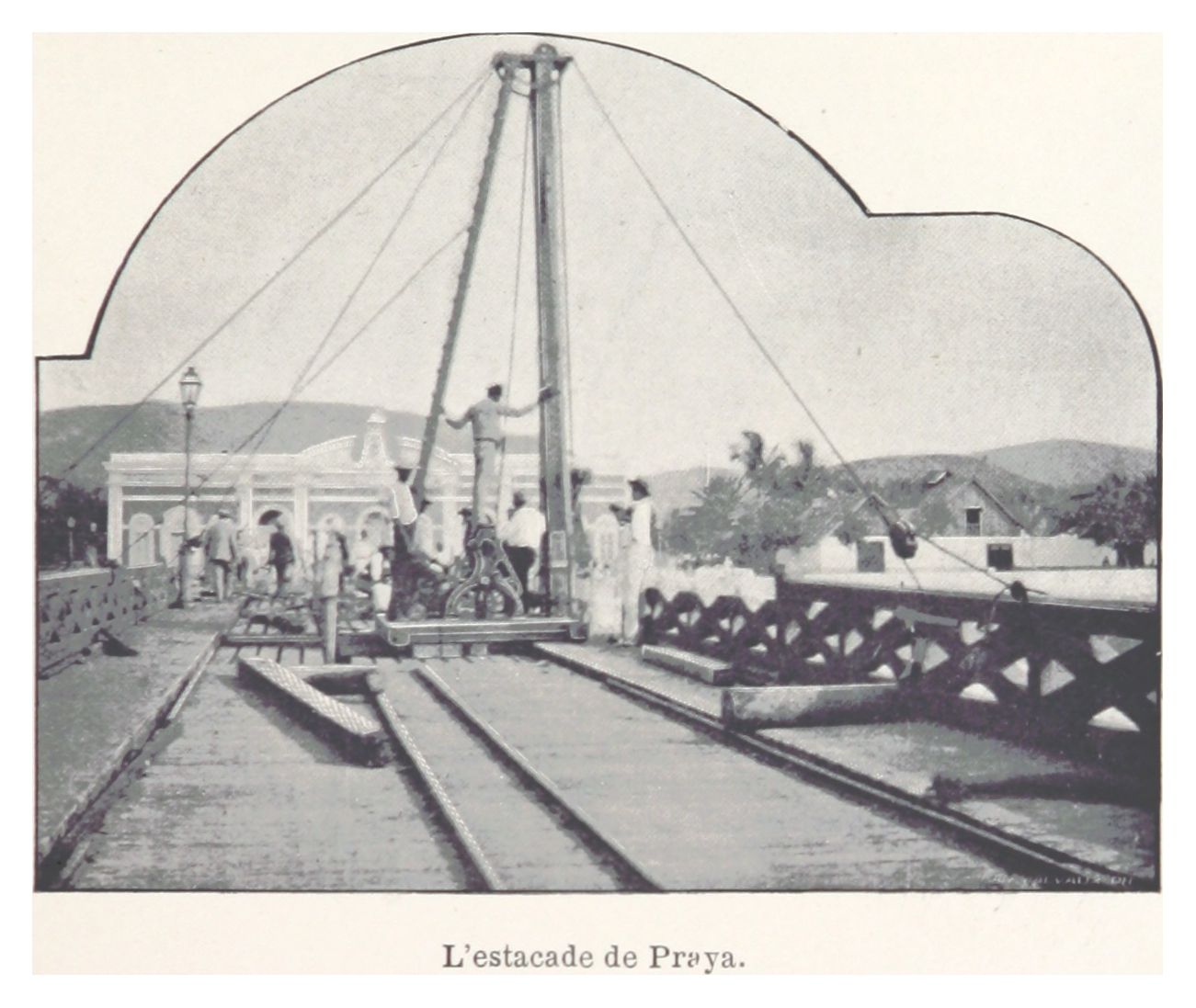
Arbeiten am Hafenpier aus Holz in der Hauptstadt Praia, mit den Gleisen der Hafenbahn.

Auf der Insel Sal errichtete Manuel António Martins im Jahr 1830 eine Eisenbahnlinie, um das in den Salinen von Pedra Lume abgebaute Salz zum Hafen von Santa Maria zu transportieren. Die Wagen waren mit Segeln ausgestattet und wurden durch den stetig wehenden Passatwind angetrieben. 1919 errichtete das französische Unternehmen Les Salines du Cap-Vert zudem eine Seilbahn zum Abtransport von Salz.
Die Schienenverbindung von Pedra Lume nach Santa Maria war damit die erste Eisenbahn Portugals. Das erste Teilstück der Linha do Norte zwischen Lissabon und Carregado wurde erst am 28. Oktober 1856 in Betrieb genommen.
In den 1950er Jahren wurde die Bahnstrecke eingestellt und durch Traktoren ersetzt, bis 1984 die Salinen ganz geschlossen wurden.

## Insel Santiago
Im Hafen der Hauptstadt Praia, auf der Insel Santiago, wurde um 1900 eine kleine Hafenbahn errichtet. Sie funktionierte mindestens bis zum Neubau des Hafenpiers aus Beton in den 1920er Jahren.